# Aphrophila vittipennis
Aphrophila vittipennis là một loài ruồi trong họ Limoniidae. Chúng phân bố ở miền Australasia.